# Gedeutereerd acetonitril
Gedeutereerd acetonitril (ook aangeduid als acetonitril-d3) is een gedeutereerd oplosmiddel met als brutoformule C2D3N. Het is een isotopoloog van acetonitril en wordt gebruikt in de NMR-spectroscopie als oplosmiddel. De stof komt bij kamertemperatuur voor als een vluchtige kleurloze vloeistof met een enigszins zoete geur, die mengbaar is met water.